# منتخب سلوفاكيا تحت 16 سنة لكرة القدم
منتخب سلوفاكيا تحت 16 سنة لكرة القدم هو ممثل سلوفاكيا الرسمي في المنافسات الدولية في كرة القدم في فئة كرة قدم تحت 16 سنة للرجال ، يديريه اتحاد سلوفاكيا لكرة القدم.